# Авторское право в Малайзии
Авторское право в Малайзии регулируется законом «Об авторском праве» от 1 декабря 1987 года. Закон претерпел множество значимых обновлений, поправки к закону вводились и принимались в 1990, 1999, 2000 и 2003 годах.

## Содержание закона о авторском праве
В законе об авторском праве 1987 с поправками даются разъяснение понятию авторская художественная работа. Это понятие относится к графическим работам, фотографии, скульптуре и коллажам. Архитектурные работы являются авторскими при их проектировании перед изготовлением. Даются пояснения понятию «автор». Согласно этому закону, в литературе автор — тот, кто написал произведение, в музыке автор — композитор, в фотографии автор — тот, кто фотографировал объект и др.
К защите авторскими правами в области литературы подпадают произведения в жанрах новеллы, рассказа, поэзия, драма, пьесы, письма, лекции и др., в театральной области защищаются пьесы, музыкальные спектакли и др.
В соответствии с действующим Законом авторские права в Малайзии действует в течение жизни автора и ещё пятьдесят лет после его смерти. Если литературное, музыкальное или художественное произведение не было опубликованы при жизни автора, авторское право на такую работу определяется в соответствии с Законом до тех пор, пока не истечет пятьдесят лет, считая с начала календарного года, следующего за годом, в котором работа была впервые опубликована. Если литературное, музыкальное или художественное произведение публикуется анонимно или под псевдонимом, авторское право на такую работу определяется в соответствии с настоящим Законом и должно продолжать существовать до тех пор, пока не истечёт пятьдесят лет, считая с начала календарного года, следующего за годом, в котором работа была впервые опубликована или впервые обнародована или выполнена. При условии, если личность автора становится известна, срок действия авторского права исчисляется в соответствии с законом в срок 50 лет после его смерти.
Авторское право в издательском деле будем продолжать существовать до тех пор, пока не истечёт пятьдесят лет с начала календарного года, следующего за годом, в котором издание было впервые опубликовано. Авторское право, которое содержится в аудиозаписи, в соответствии с настоящим Законом сохраняется до истечения срока в пятьдесят лет с начала календарного года, следующего за годом, в котором эта запись впервые была опубликована. Если звуковая запись не была опубликована, то авторское право действует с начала календарного года, следующего за годом фиксации произведения.
Продолжительность авторского права на трансляции в соответствии с Законом продолжает существовать до истечения срока в пятьдесят лет с начала календарного года, следующего за годом, в котором вещание впервые было сделано.
Срок действия авторского права в кино продолжается до истечения срока в 50 лет с начала календарного года, следующего за годом, в которой фильм был впервые опубликован или впервые сделан доступным для общественности.
Моральное право вступает в силу смерти автора, когда личный представитель уполномочен делать следующие деяния:
а) презентовать работу с использованием любых средств без указания автора или под другим именем;
б) публиковать, воспроизводить, представлять общественности и давать информацию о произведении.
В законе также описывается порядок рассмотрения споров при нарушении авторского права.